# キーラン・マッケナ
- キーラン・マッケナ
- キーラン・マッケンナ

キーラン・マッケナ（Kieran McKenna, 1986年5月14日 - ）は、イングランド・ロンドン出身の元サッカー選手、現サッカー指導者。現役時代のポジションはミッドフィールダー。現在はイプスウィッチ・タウンFCの監督を務めている。

## 経歴
北アイルランドのクラブから選手キャリアをスタートし、2002年にはトッテナム・ホットスパーFCに入団した。
2009年、度重なる股関節の怪我から23歳にして選手人生に幕を下ろした。
現役引退後は大学にてスポーツ科学の学位を取得し、コーチとしてのキャリアをスタート。
トッテナム・ホットスパーFCやマンチェスター・ユナイテッドFCのアカデミーチームのコーチを歴任し、ジョゼ・モウリーニョ政権時からはトップチームのアシスタントコーチを務めた。
2021年12月17日、イプスウィッチ・タウンFCの監督に就任。
着任後10試合のうち7つで無失点勝利を上げ、2月から3月にかけては11試合無敗を記録し、592分連続無失点のクラブレコードを樹立した。
リーグ戦11位でシーズンを終えた。
開幕戦から臨む2022-23シーズンは、圧倒的な攻撃力を武器に19試合無敗の記録を残すなどし、チャンピオンシップへの自動昇格となる2位に導いた。
2023年6月16日、新たに4年契約を結んだ。
2023-24シーズン、早期復帰を目指すプレミアリーグ降格組とのハイレベルな昇格争いを制し、2年連続リーグ昇格の立役者となった。同シーズンにおけるチャンピオンシップ最優秀監督賞を受賞した。
いくつかのプレミアリーグクラブへの監督就任が囁かれたものの、最終的にはクラブと4年契約を結び、去就問題を終結させた。

## 監督成績
2024年8月29日現在
| クラブ                 | 就任           | 退任 | 記録 | 記録 | 記録 | 記録 | 記録   |
| クラブ                 | 就任           | 退任 | 試   | 勝   | 分   | 敗   | 勝率   |
| ---------------------- | -------------- | ---- | ---- | ---- | ---- | ---- | ------ |
| イプスウィッチ・タウン | 2021年12月20日 |      | 134  | 75   | 37   | 22   | 055.97 |
| 通算                   | 通算           | 通算 | 134  | 75   | 37   | 22   | 055.97 |

## タイトル

### 個人
- EFLリーグ1 月間最優秀監督：2回（2023年3月、2023年4月）
- EFLチャンピオンシップ 月間最優秀監督：2回（2023年9月、2024年3月）
- EFLチャンピオンシップ シーズン最優秀監督：2023-2024